# サンカローク窯
サンカローク窯（サンカロークよう、タオ・サンカローク、Tao Sangkhalok 〈英: Sangkhalok Kiln〉）は、タイの北部、スコータイ県のサワンカロークの北に位置するシーサッチャナーライにある大規模なサンカローク焼の窯跡群であり、近接するパ・ヤーン窯（英: Pa Yan Kiln）跡群やコ・ノーイ窯（英: Ko Noi Kiln）跡群について称される。

## 名称
サンカローク焼は、日本でも桃山時代より「宋胡禄（宋胡録、寸胡録、すんころく）」焼の名で広く知られる陶器であり、その名はタイ産の陶磁器を総称して呼ばれるようにもなった。サンカローク窯の跡はトゥリアン窯（タオ・トゥリアン、Tao Thu Riang 〈英: Thuriang Kiln〉）というスコータイにある窯跡などと同様の名称でも呼ばれる。
名称の「サンカローク」は生産されたシーサッチャナーライの旧名ないし周辺の地名（サワンカローク〈スワンカローク〉）の転訛によるものであるとして、スワンカローク窯とも称される。しかし、「サン」は「ソーン」（中国の宋）、「コローク」は窯の意であるとも解されている。また、「トゥリアン」は窯跡の形がドリアン（トゥリアン、タイ語: ทุเรียน）の果実に似ることによる。

## 位置
サンカローク窯の遺跡は、スコータイ王朝の副都であったシーサッチャナーライ旧市街となるシーサッチャナーライ歴史公園の北西約1.5キロメートルから北6.5キロメートルの、ヨム川沿い西岸に位置する。

## 概要
シーサッチャナーライ旧市壁の近い位置に散在する「パ・ヤーン」村の窯跡群のほか、「コ・ノーイ」村と呼ばれる一帯では、およそ1.5平方キロメートルの地域に、約200基余りを数えるかつての陶器工場の遺構が発見されている。この一帯は13世紀以降、スコータイの陶器が生産された地域であり、おそらくはタイ国内で最古となる窯跡である。なお、アデレード大学のタイ・オーストラリアの考古学グループは、シーサッチャナーライの陶磁器がスコータイ王朝の1000年以上も前に生産されていたことを見いだしたとして、13世紀に中国（宋）よりその生成がもたらされたとする一般的な見解に異を唱えている。
サンカローク窯は、煉瓦を積み合わせた平窯（丸窯）で、長さ7-10メートルほどのヴォールト（楕円）状に造られる。ここで見つかった焼物は、スコータイのものとよく似ており、その多くは皿や茶碗である。サンカローク焼の特徴は青磁にあり、陶土（白土）に光沢のある透明な青（水色）や緑（薄緑色）の青磁釉で覆われるが、スコータイのクメール支配時代の系統である黒や褐色の黒褐釉で覆われたもののほか、釉薬を使わないものも焼かれたと考えられる。また、模様は伝統的な鉄絵で黒く描かれる。
1987年、コ・ノーイに「サンカローク窯跡・研究・保存センター」（英: Centre for Study and Preservation of Sangkhalok Kilns〈Tao Thuriang〉No. 42）が設置され、重要な窯跡群の1つである42番の窯跡を覆うとともに、周囲の窯跡の保存や周辺で発見された陶磁器や陶片も展示している。また、同じくコ・ノーイの重要な61番の窯跡の展示施設として「サンカローク焼博物館61番窯」（英: Museum for Kilns No 61）も別の場所に設けられている。